# 寶貝當家 (電影)
《寶貝當家》（英語：Girl of the Big House），是一部喜劇電影。該片由王晶監製，張敏執導，王詩齡、吳鎮宇、楊千嬅等聯合主演。該片於2016年7月29日在中國上映及2016年8月4日香港上映。

## 劇情大綱
金寶兒（王詩齡飾）的父親金二虎（吳鎮宇飾）與母親莉娜（楊千嬅飾）為經營生意長年不在家，儘管寶兒的生活環境有如小公主般幸福美滿，她是個寂寞的小孩。寶兒生日在即，幸有保姆琴姐（元秋飾）與補習老師小美（甄琪飾）陪伴她，但寶兒始終希望父母能及時回來與她慶祝生日。
某日，人販子企圖綁架寶兒，幸得三個機智街童阿好，多多與阿Man及時相救，彼此成為好友。
二虎家藏有一幅梵高名畫，是其母承諾留給其兄金大虎（吳鎮宇分飾）。但大虎因與不良分子為伍，更因誤殺入獄，二虎順理成章接管了名畫。大虎誤以為二虎欲霸佔家業而懷恨在心，故出獄後聯同黨員高山婆（魯芬飾）合謀偷回名畫，不料，高山婆竟勾結劫匪首領「殘忍哥」（詹瑞文飾）入屋搶劫，綁架寶兒以勒索二虎。
在危急時刻，大虎能否鼓起勇氣救出寶兒呢？

## 演員表

### 主要角色
| 演員   | 角色          | 暱稱／關係        |
| 王詩齡 | 寶兒          |                   |
| 楊千嬅 | 莉娜          | 寶兒媽媽/Nina     |
| 吳鎮宇 | 金大虎/金二虎 | 寶兒大伯/寶兒爸爸 |

### 其他角色
| 演員   | 角色   | 暱稱／關係 |
| 詹瑞文 | 殘忍哥 | 绑匪       |
| 元 秋  | 琴姐   | 寶兒管家   |
| 魯 芬  | 大山婆 | 绑匪       |
| 甄 琪  | 小美   | 寶兒老師   |
| 蔡一傑 | 天使   |            |
| 蔡一智 | 天使   |            |
| 蘇志威 | 天使   |            |
| 陳沛妍 | 亞好   |            |
| 王月旭 | 多多   |            |

## 電影歌曲
| 曲別   | 歌名     | 作詞   | 作曲 | 编曲 | 歌曲監製 | 主唱          |
| 主題曲 | 舞到底   | 梁皓妍 | 羅堅 |      |          | 草 蜢         |
| 插曲   | 白雪新衣 |        |      |      |          | 楊千嬅 王詩齡 |

## 外部連結
- 寶貝當家的Facebook專頁